# Gabriele Diechler
Gabriele Diechler (* 1961 in Köln) ist eine deutsche Autorin.

## Leben
Nach der Fachhochschulreife und Ausbildung zur Fremdsprachenkorrespondentin 1980, machte sie Ausbildungen zur Versicherungskauffrau und Ernährungsberaterin.
Ab 1996 arbeitete sie als Werbetexterin, Dramaturgin und Drehbuchautorin für ARD und ORF und schrieb für das Hauptabendprogramm. Gabriele Diechler war Mitglied im Verein deutscher Drehbuchautoren und im Syndikat.
Seit 2001 verfasste sie außerdem Kinder- und Jugendbücher. Ihr erster Kinderkrimi Arina & Rick auf heißer Spur, erschienen im G & G Verlag, Wien, erhielt vom Bayerischen Jugendschriftenausschuss das Prädikat empfehlenswert.
Weitere Kinder- und Jugendbücher in den Verlagen G & G, Wien, arsEdition, Coppenrath und Carlsen, folgten, außerdem Romane für den Gmeiner-Verlag.
Seit 2015 schreibt Gabriele Diechler für den Insel Verlag und ist Mitglied bei DeLiA – Vereinigung deutschsprachiger Liebesroman-Autoren und -Autorinnen.
Sie lebt im Salzkammergut, am Attersee und in Salzburg.

## Werke

### Filmographie
- 1999 Seitensprung ins Glück, Lisa-Film, Wien, im Auftrag von ARD/Degeto, 2000
- Auch Erben will gelernt sein, Graf-Film, im Auftrag von ARD/Degeto, 2002
- Der Arzt vom Wörthersee – Teil 1, Graf-Film, im Auftrag von ARD/Degeto und ORF, 2005
- Der Arzt vom Wörthersee – Teil 2: Schatten im Paradies, Graf-Film, im Auftrag von ARD/Degeto und ORF, 2006
- Der Arzt vom Wörthersee – Teil 3: Ein Wink des Himmels, 2007
- Der Arzt vom Wörthersee – Teil 4: Ein Rezept für die Liebe, für ARD/Degeto und ORF, 2007

### Bibliographie
- Arina & Rick tappen im Dunkeln. G&G Verlag, Wien; Stuttgart; Zürich 2001, ISBN 3-7074-0110-3.
- Arina & Rick in geheimer Mission. G&G Verlag, Wien; Stuttgart; Zürich 2002, ISBN 3-7074-0128-6.
- Arina & Rick auf heißer Spur. G&G Verlag, Wien 2003, ISBN 3-7074-0156-1.
- Prinzessin Lustig. G&G Verlag, Wien 2006, ISBN 3-7074-0345-9.
- Christine Rettl (Hrsg.): Pias neue Freundin. (Beitrag in der Anthologie: Prinzessin gesucht!) G&G Verlag, Wien 2007, ISBN 978-3-7074-0373-2.
- Die Knallförsche: Freundinnen auf den zweiten Blick. G&G Verlag, Wien 2008, ISBN 978-3-7074-0394-7.
- Die Knallförsche: Volle Fahrt für Michi. G&G Verlag, Wien 2009, ISBN 978-3-7074-1101-0.
- Liebesbrief und Sommerküsse. G&G Verlag, Wien 2009, ISBN 978-3-7074-1147-8.
- Geister ahoi! Ein Märchen für Groß und Klein. G&G Verlag, Wien 2009, ISBN 978-3-7074-1190-4. (Auftragsarbeit für die Ship-Austria)
- Glaub mir, es muss Liebe sein: Roman. Gmeiner-Verlag, Meßkirch 2010, ISBN 978-3-8392-1107-6.
- Engpass. Gmeiner-Verlag, Meßkirch 2010, ISBN 978-3-8392-1042-0.
- Ein Sach-Comic-Lese-Buch über Dinosaurier. G&G Verlag, Wien 2010, ISBN 978-3-7074-1182-9.
- Let’s rock: Endlos verliebt. arsEdition, München 2011, ISBN 978-3-7607-6682-9.
- Glutnester: Kriminalroman. Gmeiner-Verlag, Meßkirch 2011, ISBN 978-3-8392-1120-5.
- Vom Himmel das Helle: Roman. Gmeiner-Verlag, Meßkirch 2012, ISBN 978-3-8392-1271-4.
- Herz über Bord. Coppenrath Verlag, Münster 2013, ISBN 978-3-649-61326-8.
- Geheime Liebe auf Sylt: Roman. Gmeiner-Verlag, Meßkirch 2013, ISBN 978-3-8392-1343-8.
- Glenlyon Manor: Das Geheimnis der Princess Helena School. Carlsen Verlag, Hamburg 2014, ISBN 978-3-646-60013-1. (Nur als E-Book erhältlich)
- Ein englischer Sommer. Insel Verlag, Berlin 2015, ISBN 978-3-458-36077-3.
- Lavendelträume: Roman. Insel Verlag, Berlin 2018, ISBN 978-3-458-36350-7.
- Schokoladentage: Roman. Insel Verlag, Berlin 2019, ISBN 978-3-458-36442-9.
- Die Roseninsel: Ein Cornwall-Roman. Insel Verlag, Berlin 2021, ISBN 978-3-458-68132-8.
- Elizabeth II. und die Lieben ihres Lebens: Romanbiografie. Insel Verlag, Berlin 2023, ISBN 978-3-458-68296-7.